# Coxelus serratus
Coxelus serratus is een keversoort uit de familie somberkevers (Zopheridae). De wetenschappelijke naam van de soort werd in 1885 gepubliceerd door George Henry Horn.